# Joseph Nanven Garba
Joseph Nanven Garba (Langtang, 17 de julio de 1943-Abuya, 1 de junio de 2002) fue un general, diplomático y político nigeriano, que se desempeñó como presidente de la Asamblea General de las Naciones Unidas desde 1989 hasta 1990.

## Biografía

### Primeros años
Nacido en Langtang, fue educado en la Escuela del Sagrado Corazón de Shendam, de 1952 a 1957. Comenzó su carrera militar en la Escuela Militar de Nigeria en Zaria en 1957, donde estudió hasta 1961. En 1961 se alistó en el Ejército de Nigeria y fue enviado a la Escuela de Cadetes del Oficial Mons en Aldershot (Reino Unido), antes de ser comisionado como oficial de infantería en 1962. Ascendió rápidamente en las filas; entre sus muchos puestos de mando militar se encuentran: comandante de pelotón del 44.º Batallón en 1963, comandante de compañía de 1963 a 1964, y comandante de pelotón de morteros en 1964. Participó en la misión de observadores militares de las Naciones Unidas en India y Pakistán (UNIPOM), en el marco de la guerra indo-pakistaní de 1965.

### Participación en golpes de Estado
En julio de 1966, era capitán de la Guardia Federal en Lagos, siendo uno de los muchos oficiales de origen nigeriano del norte que organizaron lo que se conoció como el contragolpe nigeriano de 1966 contra Johnson Aguiyi-Ironsi.
Años más tarde, el 29 de julio de 1975, anunció el golpe de Estado contra el líder del país, el general Yakubu Gowon. Garba era un aliado cercano de Gowon. El golpe fue liderado por oficiales militares subalternos que no estaban contentos con la falta de progreso que el general Gowon había logrado para que el país avanzara hacia el gobierno democrático. Garba y Gowon se reconciliaron años más tarde.

### Carrera diplomática
Tras el golpe de Estado, dejó el ejército para iniciar su carrera política y diplomática. En 1975 fue nombrado ministro de asuntos exteriores de Nigeria (con el título de Comisionado Federal de Asuntos Exteriores) por Murtala Mohammed, y continuó en este cargo bajo Olusegun Obasanjo después de que el primero fue asesinado en 1976. Fue jefe de la delegación de Nigeria ante la Asamblea General de las Naciones Unidas desde 1975, y en enero de 1978 fue presidente del Consejo de Seguridad.
En 1976 encabezó la delegación nigeriana a la cumbre de la Organización para la Unidad Africana (OUA), y presidió la reunión de ministros de asuntos exteriores de la OUA sobre asuntos económicos de ese mismo año y la conferencia del Movimiento de Países No Alineados en Sri Lanka. Entre 1975 y 1978, presidió el comité de buenos oficio sobre arbitraje de controversias de la OUA.
En 1978, cuando Obasanjo se preparaba para entregar el gobierno a los civiles, Garba fue reasignado al rol de comandante de la Academia de Defensa de Nigeria. Ocupó este cargo hasta 1980, cuando se fue a estudiar al Colegio de Defensa Nacional en Nueva Delhi (India). Después, estudió en la Escuela de Gobierno John F. Kennedy de la Universidad de Harvard, donde obtuvo una maestría en administración pública.
Fue nombrado representante permanente ante las Naciones Unidas en 1984, ocupando el cargo hasta 1989. En 1989, fue elegido presidente de la Asamblea General de las Naciones Unidas para su cuadragésimo cuarto período de sesiones. Durante su mandato, se adoptó la Convención sobre los Derechos del Niño. En el cargo de presidente, también fue un opositor abierto del apartheid en Sudáfrica. Permaneció como presidente de las sesiones especiales decimosexta, decimoséptima y decimoctava de la asamblea, sobre el apartheid, el abuso de drogas y la cooperación económica internacional, respectivamente.

### Años posteriores
En 1979, recibió el título de comandante de la Orden de la República Federal y fue nombrado gran oficial de la Orden Nacional de Benín. Escribió varios libros, entre ellos Revolution in Nigeria: Another View (1982), Diplomatic Soldiering (1987), and Fractured History: Elite Shifts and Policy Changes in Nigeria (1995), y recibió un doctorado honorario de la Universidad Estatal de Nueva York en 1991.
Pasó cuatro años (1992-1995) en Nueva York dirigiendo el proyecto de mantenimiento de la paz y pacificación en el sur de África, que se centró en los desafíos de seguridad en el sur africano.
Falleció en 2002.

## Publicaciones
- Garba, Joseph Nanven (1982). Revolution in Nigeria: Another View. London: Africa Books. ISBN 0-903274-15-9.
- Garba, Joseph Nanven (1987). Diplomatic Soldiering: Nigerian Foreign Policy, 1975-1979. Ibadan: Spectrum Books. ISBN 978-2461-76-8.
- Garba, Joseph Nanven (1993). The Honour To Serve: reflections On Nigeria’s Presidency of the 44th U.N. General Assembly. Ibadan: Heinemann Educational Books (Nigeria). ISBN 978-129-285-7
- Garba, Joseph Nanven (1993). Towards Sustainable Peace and Security in Southern Africa. New York, N.Y.: Institute of International Education.
- Garba, Joseph Nanven (1994). Restructuring the security forces for a new South Africa, New York, N.Y.: Institute of International Education ISBN 978-0-87206-210-8
- Garba, Joseph Nanven (1995). Fractured History: Elite Shifts and Policy Changes in Nigeria. Princeton: Sungai Books. ISBN 0-9635245-4-2.